# Leutasch
Leutasch est une commune autrichienne du Tyrol.

## Galerie

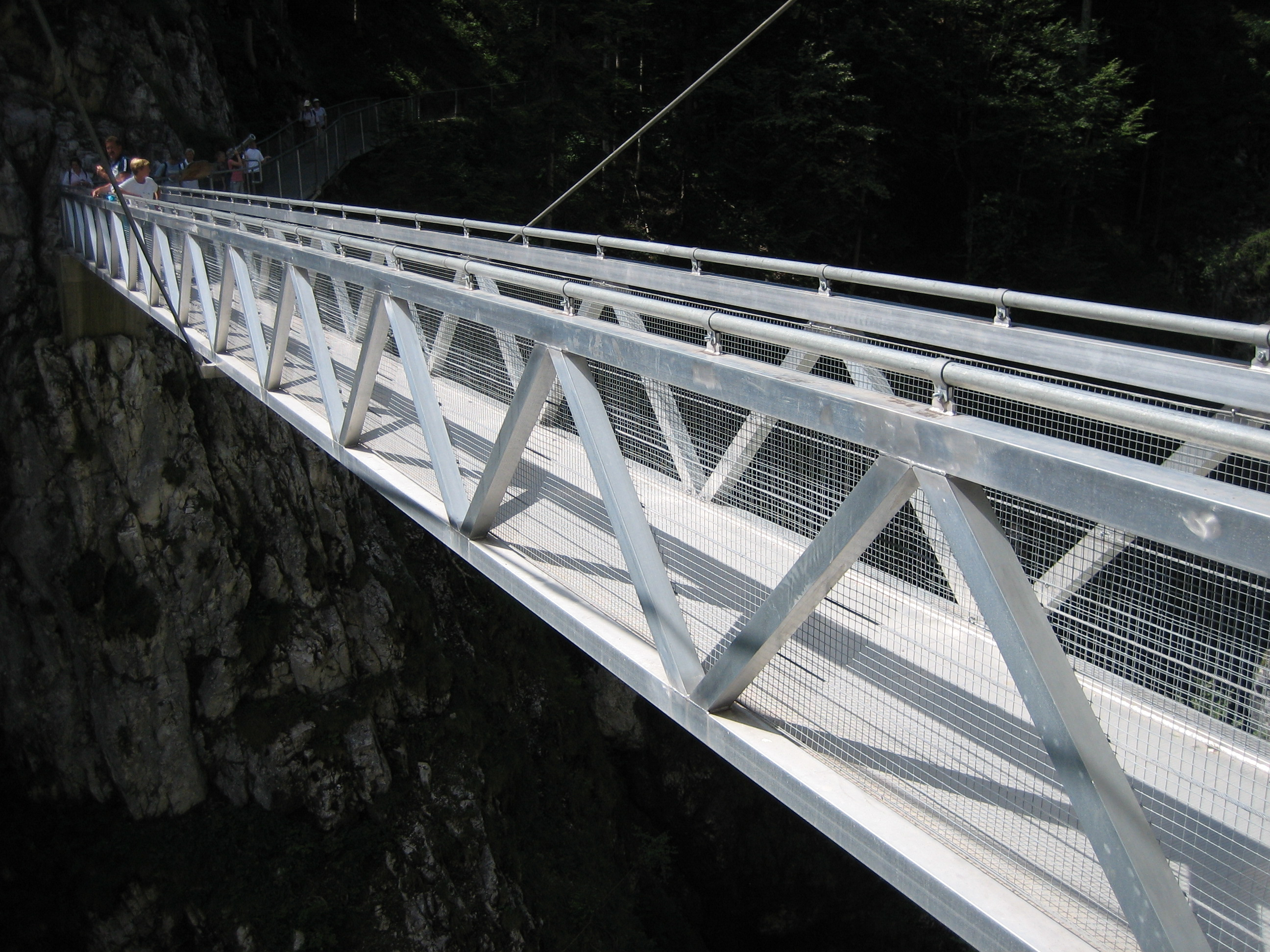
Pont sur le Leutaschklamm, la gorge de Leutasch (Tyrol) à la frontière avec la Bavière.
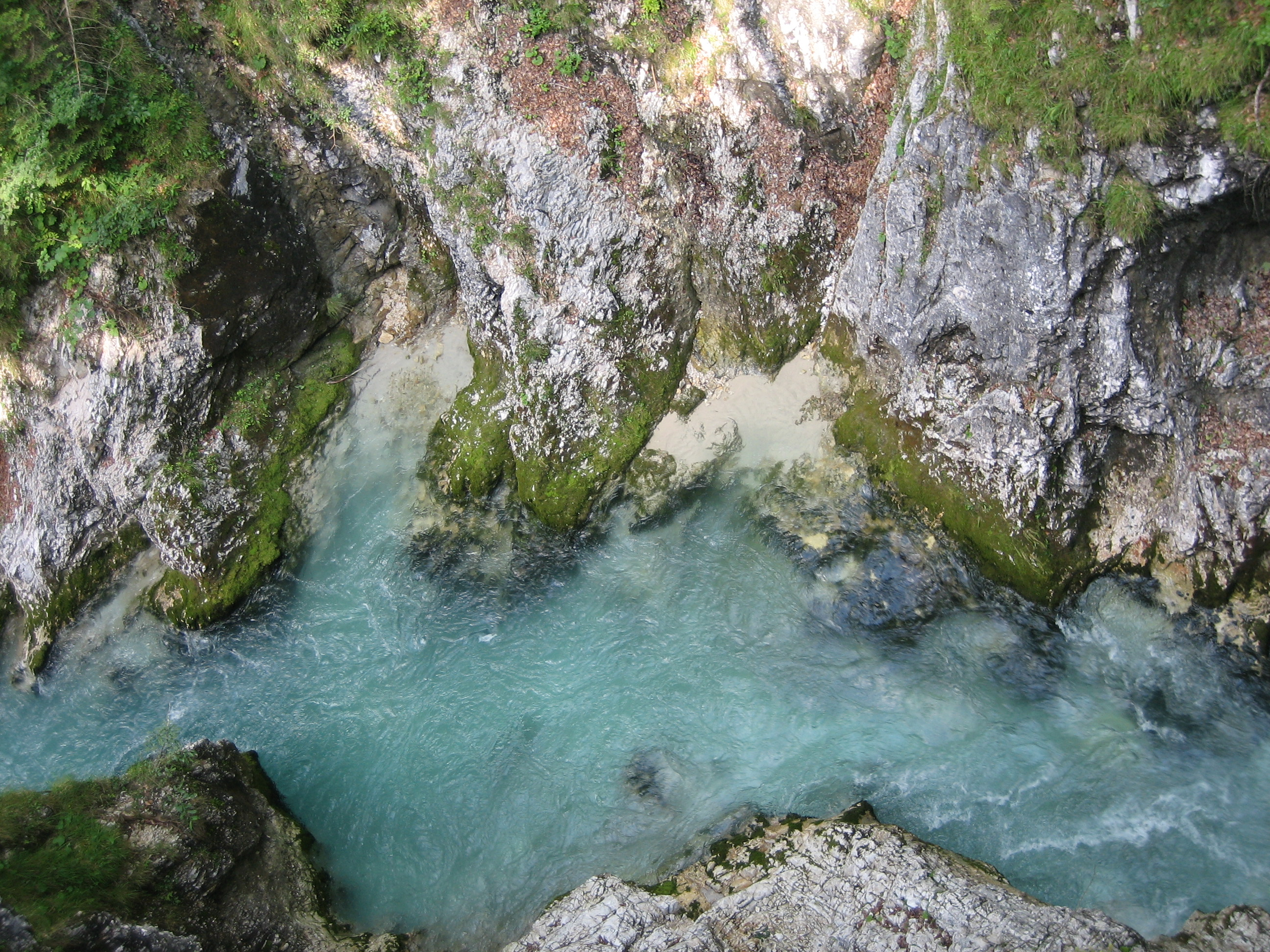
Le Leutaschklamm
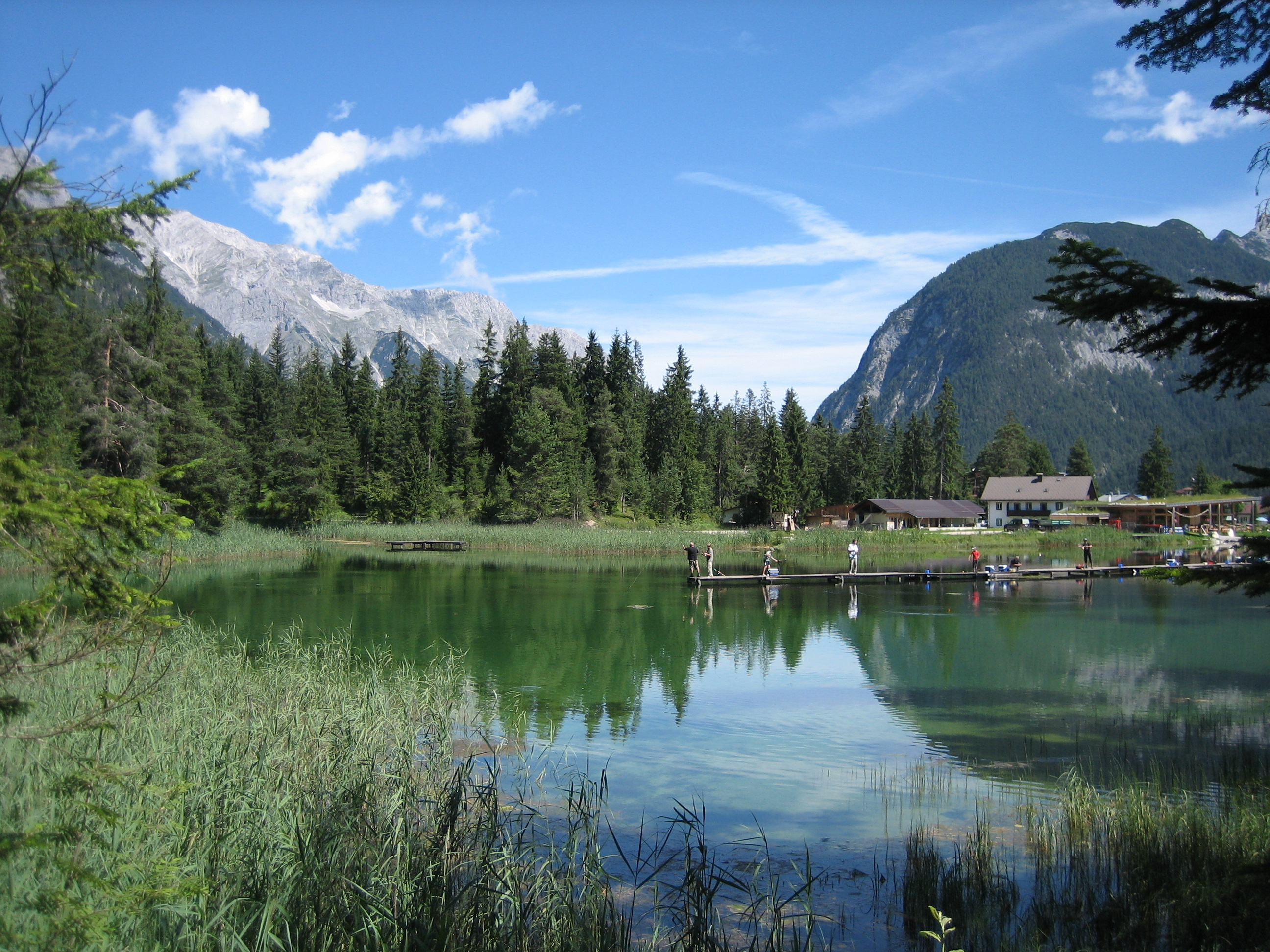
Le lac Weidachsee à Leutasch.
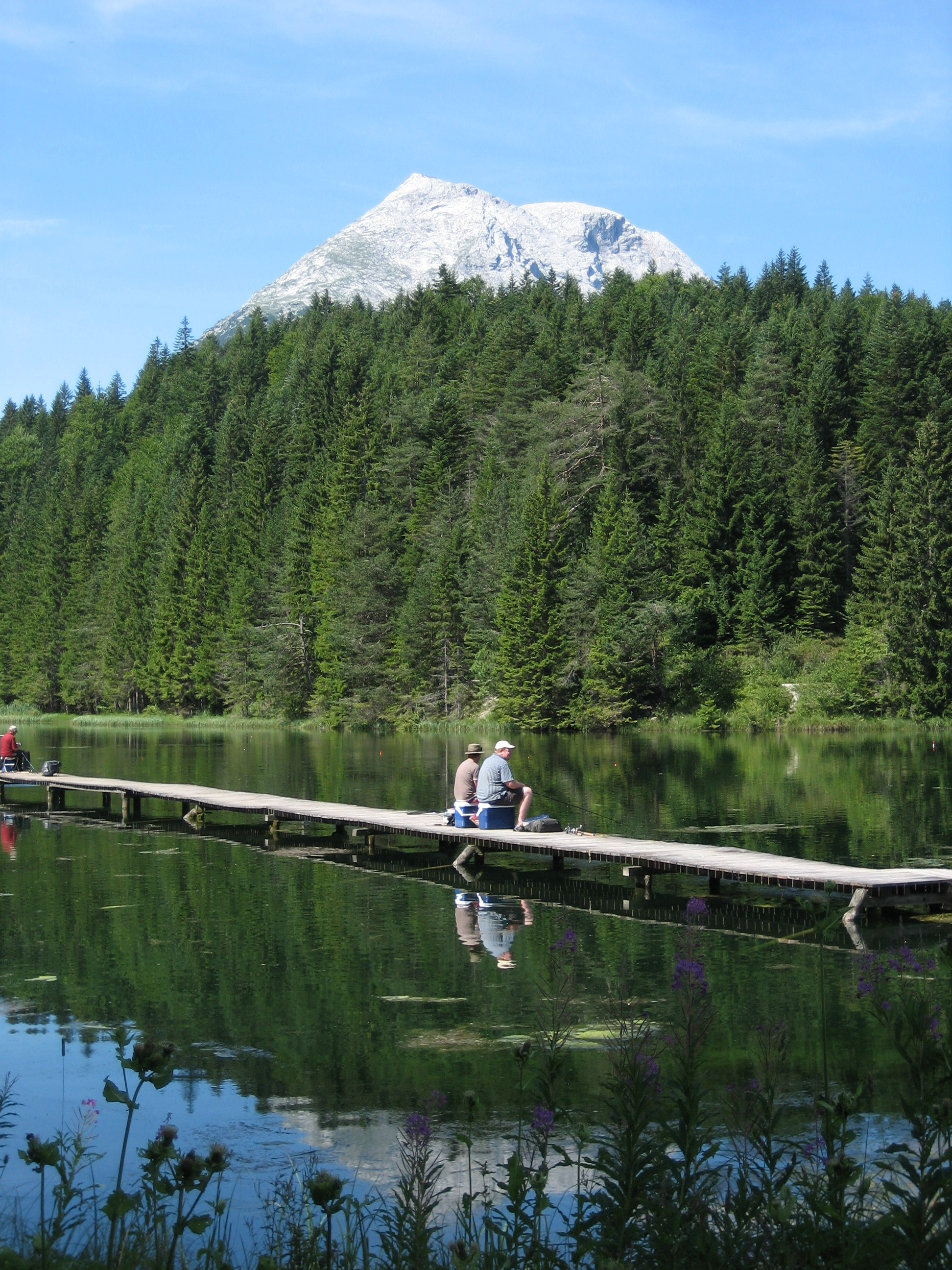
Pêche au Weidachsee à Leutasch.
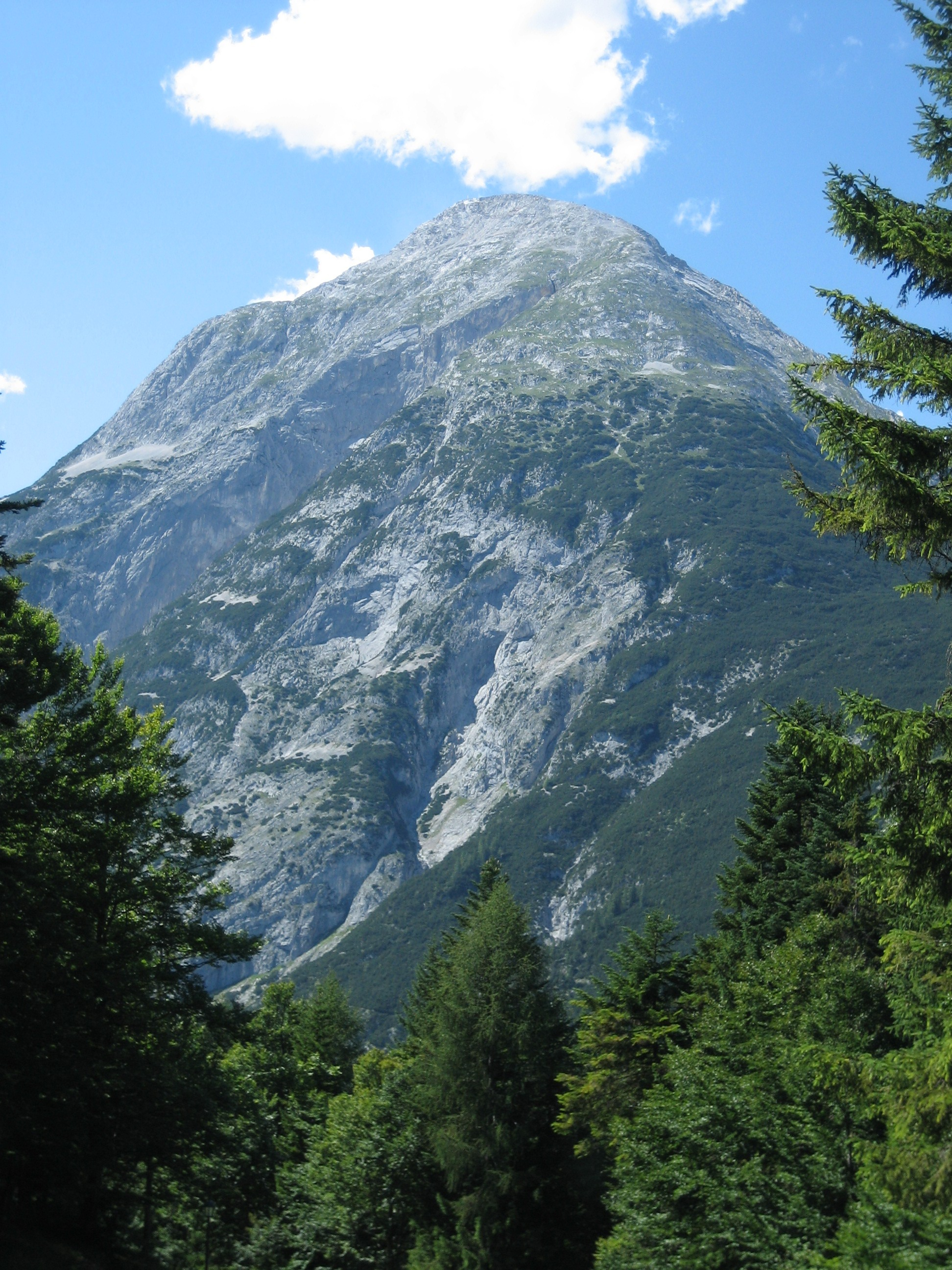
Le Hohe Munde vu de Leutasch.
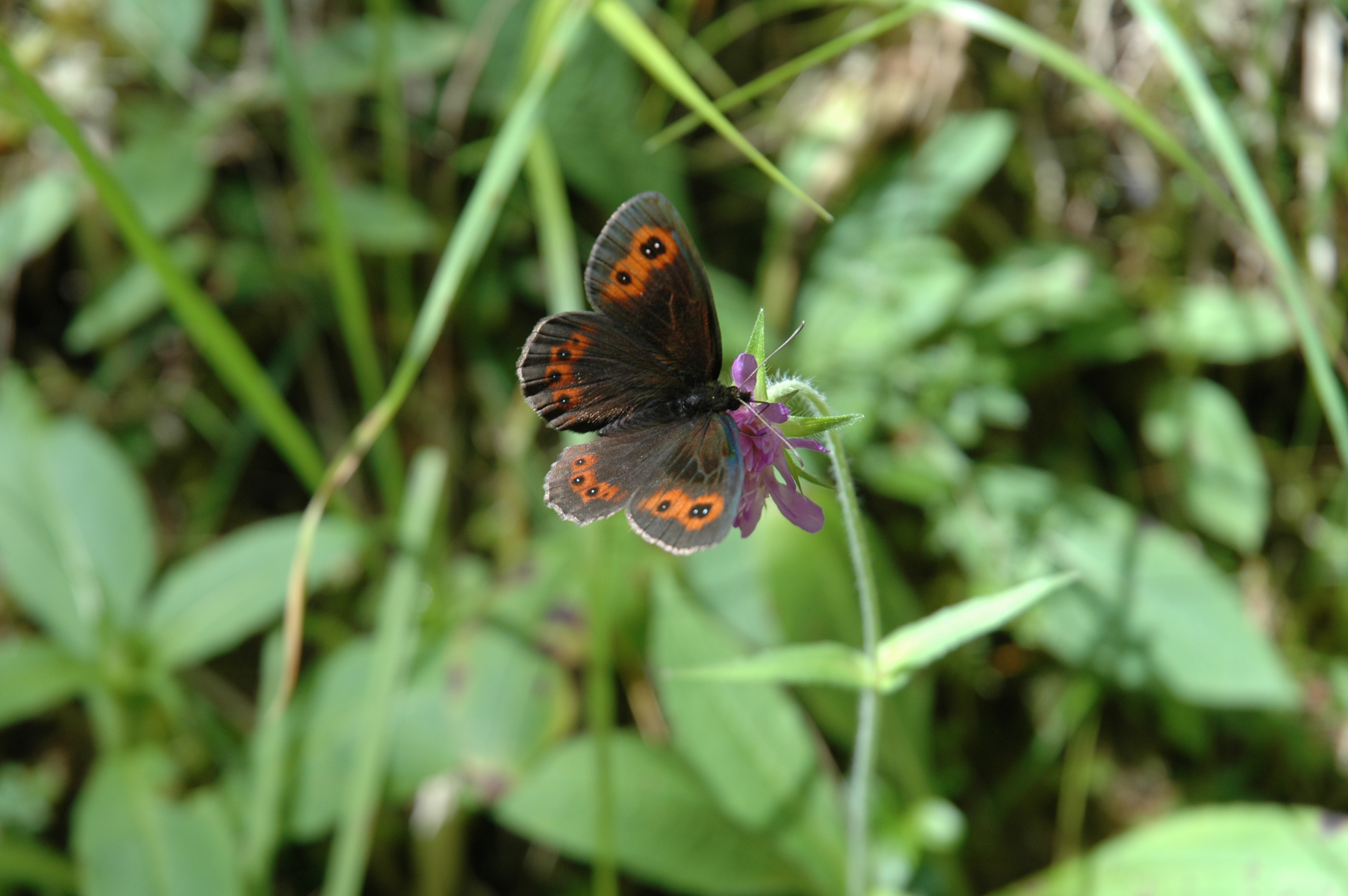
Papillon sur une fleur dans un bois autour du Weidachsee à Leutasch.